# Памятник Михаилу Воронцову (Одесса)
Па́мятник кня́зю Воронцо́ву — памятник М. С. Воронцову, Новороссийскому и Бессарабскому генерал-губернатору, воздвигнутый на Соборной площади в Одессе в 1863 году. Второй памятник Одессы.

## История
Монументальный бронзовый светлейший князь представлен облачённым в мантию с фельдмаршальским жезлом в руке. Скульптура князя помещена на четырёхугольный пьедестал, сделанный из крымского диорита. На передней стороне памятника имеется на пьедестале следующая надпись: «Светлейшему князю Михаилу Семёновичу Воронцову благодарные соотечественники. 1863.» На задней стороне: «Генерал-Губернатору Новороссийского края и Бессарабии 1823—1854.», на остальных двух сторонах помещены барельефные изображения битвы при Краоне и взятие Варны с надписями «Краон 1814.» и «Варна 1828.».